# Llombardia

Mapa administratiu de la Llombardia amb les seves 11 províncies

Llombardia, o la Llombardia, (en llombard i italià Lombardia, pronunciat en llombard occidental [lumbarˈdiɑ], en llombard oriental [lumbarˈdeɑ] o [lombarˈdiɑ], en italià [lombarˈdia]) és una de les 20 regions d'Itàlia, i una de les àrees econòmicament més riques i dinàmiques d'Europa.
La componen 11 províncies: Bèrgam, Brescia, Como, Cremona, Lecco, Lodi, Màntua, Monza i Brianza, Pavia, Sondrio i Varese, i la ciutat metropolitana de Milà. La capital és Milà (Milano).
Amb 10 milions d'habitants, allotja una sisena part de la població d'Itàlia, i al voltant del 20% del PIB és produït en aquesta regió; fent-la la més poblada i rica d'Itàlia.
Els seus destins turístics principals són Milà (segona ciutat més visitada d'Itàlia), Brescia, Màntua, Pavia, Cremona i Bèrgam, i els llacs: Llac de Garda, Llac de Como, Llac Maggiore i Llac d'Iseo.
La llengua oficial, com a la resta d'Itàlia, és l'italià. Les llengües tradicionals locals són els diversos dialectes del llombard (llombard occidental i llombard oriental), a més d'altres dialectes de l'Emilià, parlats en algunes parts de les províncies de Màntua, Pavia i Cremona. Aquests no són àmpliament parlats degut a la intensa emigració de la resta d'Itàlia.

## Geografia

Alps i Prealps de Llombardia

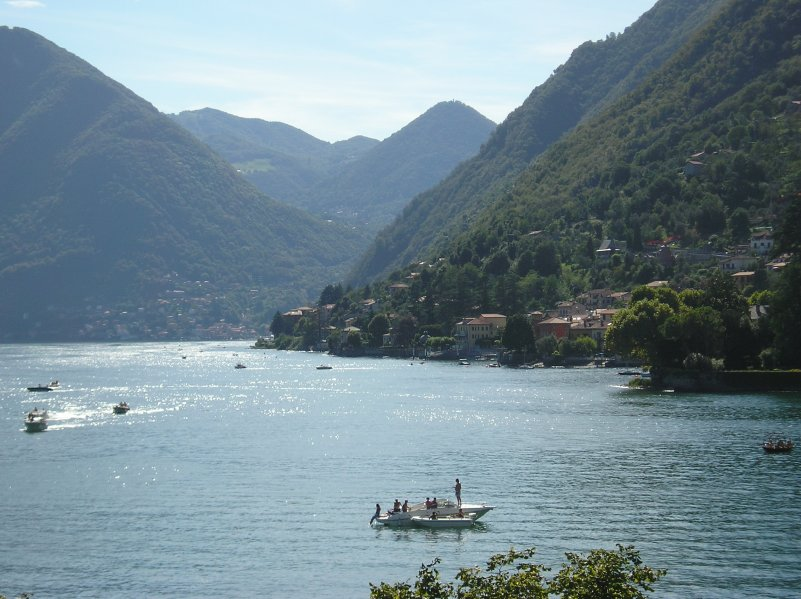
Una vista del Llac de Como.

Llombardia limita amb Suïssa al nord (Cantó de Ticino i Grisons), amb les regions italianes d'Emilia-Romagna al sud; Trentino - Tirol del Sud i el Vèneto a l'est, i amb el Piemont a l'oest.
Tres zones naturals distintes poden ser fàcilment distingibles a la Llombardia: muntanyes, pujols i planes; aquesta última dividida en Alta Lombardia (altiplanícies) i Bassa Lombardia (planures baixes).
Les muntanyes més importants de la zona són els Alps, que inclouen els Alps Leopontins i els Alps Rètics (Piz Bernina, 4055 m), els Alps de Bèrgam, els massissos d'Ortles i Adamello.
Més al sud hi ha la zona Prealpina (Prealpi), que inclou els cims principals i el Grup Grigna (2410 m), Resegone (1875 m) i Presolana (2521 m). Els grans llacs llombards, tots d'origen glacial,són en aquesta zona. D'oest a est, aquests llacs són: Llac d'Orta, Llac Maggiore, Llac de Lugano (tan sols una petita part pertany a Itàlia), Llac de Como, llac de Varese, Llac d'Iseo, Llac d'Idro i el Llac de Garda, el més gran d'Itàlia.
Al sud dels Alps hi ha una zona de pujols caracteritzats per una successió d'elevacions baixes d'origen morrènic, formades durant l'última era glacial i petites planures fèrtils.

## Història

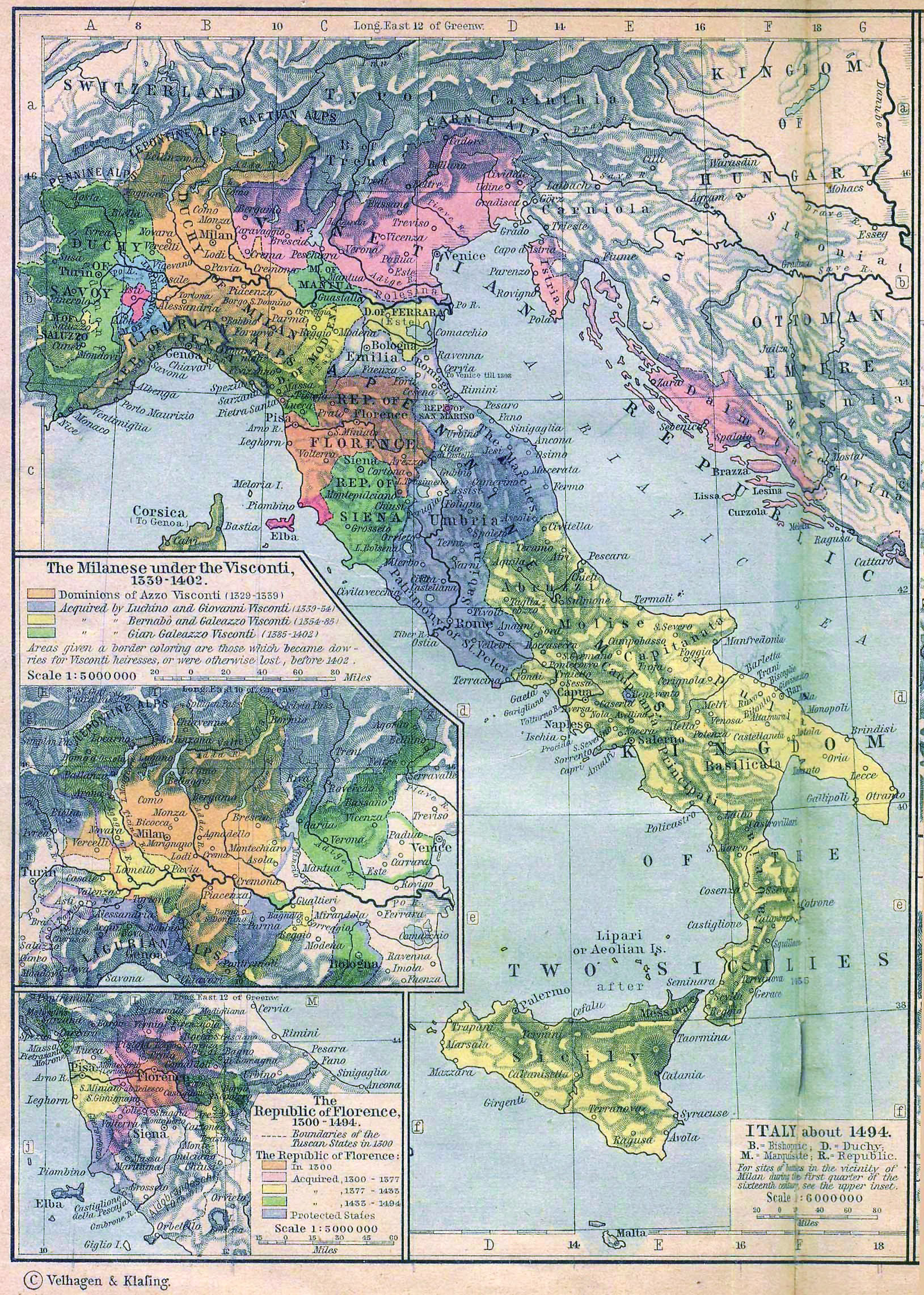
Mapa d'Itàlia al 1494. Mostra el Ducat de Milà governat per la Casa Visconti i heretat pels Sforza

L'actual àrea de la Llombardia va ser poblada almenys ja al segon mil·lenni aC, com demostren les restes arqueològiques.
Als segles següents va ser habitada primer pels etruscs, que van fundar la ciutat de Màntua i adoptaren l'ús de l'escriptura. Més tard, a partir del segle v aC, l'àrea va ser envaïda per tribus celtes.
Aquests pobles van fundar diverses ciutats, com és el cas de Milà, i van estendre el seu domini fins a l'est a la mar Adriàtica. El seu desenvolupament va ser aturat per Roma, en la seua expansió per la vall del Po, des del segle iii aC. Després de segles de lluites, l'any 194 aC la zona de l'actual Llombardia va formar part de la nova província romana de la Gàl·lia Cisalpina ("Gals de la part més propera dels Alps").
La cultura romana i llengua llatina configuraren la civilització de la zona durant els següents anys, i va esdevenir en una de les zones més desenvolupades i riques de la península Itàlica. Personatges importants de la civilització romana en foren originaris, com Plini el Vell (de Como) i Virgili (de Màntua).
Al final de l'edat antiga, l'estatus estratègic de la Llombardia va ser emfasitzat amb la capitalitat temporal de l'Imperi Romà d'Occident a Mediolanum (antic nom de Milà), des d'on l'any 313 dC, l'emperador Constantí promulgà l'Edicte de Milà, donant llibertat de creences per a tot l'imperi.

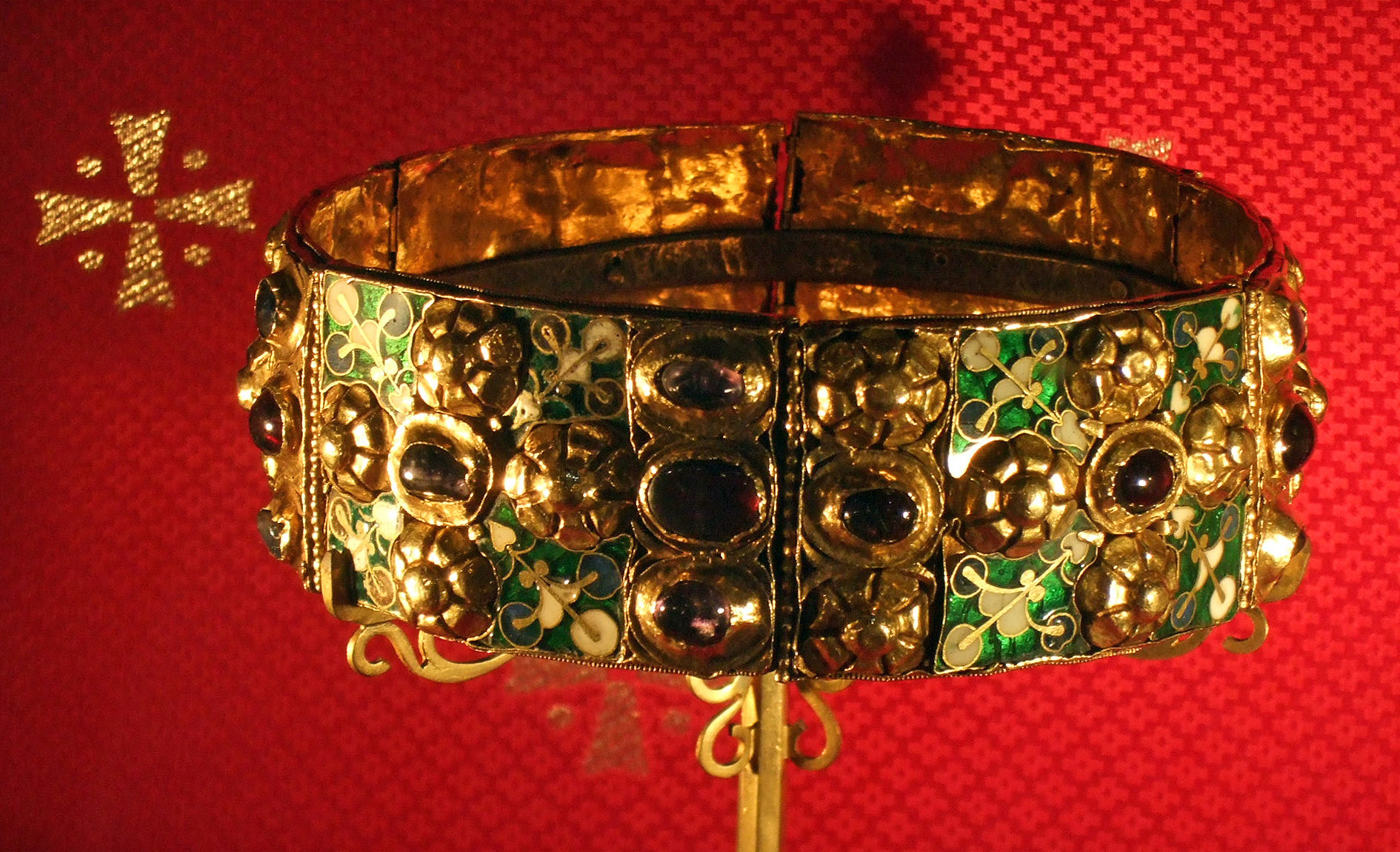
La Corona de Ferro amb la qual els reis llombards eren coronats

Durant i després de la caiguda de l'Imperi Romà d'Occident, la Llombardia patí durament la destrucció portada per un seguit d'invasions de pobles tribals. L'última i més efectiva d'aquestes va ser la del poble germànic dels llombards o longobards, qui arribaren als voltants del 570 i amb el seu establiment permanent en donaren nom a la regió. La seva capital estava a Pavia.
Els pobles llombards mantingueren una propera relació entre les classes nobiliàries dels francs i els bàvars durant segles, el qual comportà que la vall del riu Po continués vertebrant el comerç i el desenvolupament urbà.
Després de les lluites inicials, les relacions entre els llombards i la població de parla llatina va millorar. Al final, els llombards foren assimilats, però deixant constància en topònims i sobretot en els codis legals.
La fi del domini llombard arribà el 774, quan el rei franc Carlemany, conquerí Pavia i s'afegí als seus dominis el Regne dels Llombards, a més de la major part del nord i centre d'Itàlia. Els primers ducs llombards i nobles foren reemplaçats per altres vassalls alemanys, bisbes-prínceps o marquesos.
El segle xi va marcar una explosió important de l'economia de la regió, a causa de la millora del comerç, i principalment a les condicions agrícoles.

## Economia
Actualment la regió de la Llombardia és una de les quatre regions d'Europa denominades motors d'Europa (junt amb les regions de Roine-Alps, Baden-Württemberg i Catalunya. Juntes formen el consorci Quatre Motors per a Europa que des del 1988 col·laboren en diferents camps).
El producte interior brut de la Llombardia (més de 326.000 milions d'euros el 2008) es correspon a quasi un 25% del PIB d'Itàlia. El PIB per capita és de 33.647,7 €, un 55% més alt que la mitjana europea.
El desenvolupament econòmic de la regió ha estat marcat pel creixement del sector terciari des dels anys vuitanta, i en particular per les activitats financeres. Així mateix, gaudeix d'un important teixit industrial, en particular de la mecànica, electrònica, metal·lúrgica, tèxtil, química i petroquímica, farmacèutica, alimentària i editorial, essent la principal zona industrial d'Itàlia.

## Llengua
La regió de la Llombardia només té una llengua oficial, l'italià, però existeix també una altra llengua anomenada llombard (reconeguda per la Unesco amb el codi lmo, que avui està parlada per gairebé 4 milions de persones, una mica menys de la meitat dels habitants.
La llengua llombarda no està reconeguda per l'estat italià, perquè tampoc la toponomàstica està en llengua local (va ser traduïda a l'italià amb la unió d'Itàlia del 1861, com en totes les altres regions d'Itàlia, fora que la Vall d'Aosta i el Sudtirol).
Actualment la llengua llombarda només s'utilitza en un àmbit familiar i és comprensible a la gran majoria dels habitants llombards. Gairebé ningú la sap escriure, com que encara no té un estàndard d'escriptura unívoc acceptat per tothom. Els noms de les províncies en llengua llombarda són:
- Bèrgam: Bèrgom, escrit localment Berghem, pronunciat [ˈbɛrɡɛm] o [ˈbɛrɡum], de parla oriental;
- Brescia: Bressa, escrit localment Brèsa, pronunciat [ˈbrɛsɑ] o [ˈbrɛhɑ]), de parla oriental;
- Como: Com, pronunciat [kom] o [kum], de parla occidental;
- Cremona: Cremona, escrit localment Cremuna, pronunciat [kreˈmunɑ] o [kreˈmonɑ]), de parla oriental (la part sud és de parla emiliana);
- Lecco: Lec, escrit també Lecch, pronunciat [ˈlɛk]), de parla occidental;
- Lodi: Lod, pronunciat [ˈlot] o [ˈlɔt]), de parla occidental (la part sud és de llengua emiliana);
- Màntua: Màntoa, escrit localment Mantua, pronunciat [ˈmantoɑ] o [ˈmantuɑ]), de parla oriental (la part sud és de parla emiliana);
- Milà: Milan, pronunciat [miˈlan] o [miˈla]), de parla occidental;
- Monza i Brianza:
  - Monça, escrit localment Monscia, pronunciat [ˈmonʃɑ], [ˈmontsɑ] o [ˈmonzɑ], de parla occidental;
  - Briança, escrit localment Brianza, pronunciat [briˈantsɑ] o [briˈansɑ]), de parla occidental;
- Pavia: Pavia, pronunciat [paˈviɑ]), de parla occidental (la part sud és de parla emiliana);
- Sondrio: Sondri, escrit localment Sundri, pronunciat [ˈsundri], [ˈsondre] o [ˈsundre]), de parla occidental;
- Varese: Varés, [vaˈres]), de parla occidental.